# Leucinodes dottoalis
Leucinodes dottoalis là một loài bướm đêm trong họ Crambidae.